# Koubkova
Koubkova je ulice v Praze 2 na předělu Nového Města a Vinohrad. Měří 190 m, a na šířku má 17 metrů.

## Popis
Koubkova začíná v Legerově ulici podchodem pod Legerovou, nelze do ni tedy z Legarovy vjet. Zde se nacházejí u schodů do podchodu kontejnery tříděného odpadu.[zdroj?] Pokračuje pak na západ, kde ji nejprve protíná Lublaňská ulice a následně ústí do Bělehradské na křižovatce Koubkova x Bělehradská x Bruselská x Šafaříkova. Po obou stranách je chodník pro pěší. Zástavba Koubkovy ulice pochází z druhé poloviny 19. století, jediné dvě výjimky tvoří dům číslo 9 na křižovatce s Lublaňskou a dům číslo 17 na křižovatce s Bělehradskou.

## Název
Ulice se jmenuje po básníku a spisovateli Janu Pravoslavu Koubkovi.

## Historie
Ač ulice vznikla asi v roce 1883, první dům zde stál již v roce 1845. Vstupovalo se do něj ale z dnešní ulice Bělehradská. Před tím v místech dnešní Koubkovy ulice byly pole. Území se totiž nacházelo za hradbami Nového Města pražského.

## Doprava
Ulice je přístupná pro motoristy a pěší. V úseku Legerova-Lublaňská je obousměrná s částečným parkováním aut na chodníku, v úseku Lublaňská-Bělehradská je průjezdná z Bělehradské a tvoří zde část nájezdu na magistrálu. Auta zde stojí podélně s chodníkem. V první části je fialová zóna smíšeného parkování, v části druhé modrá pro rezidenty.

## Galerie

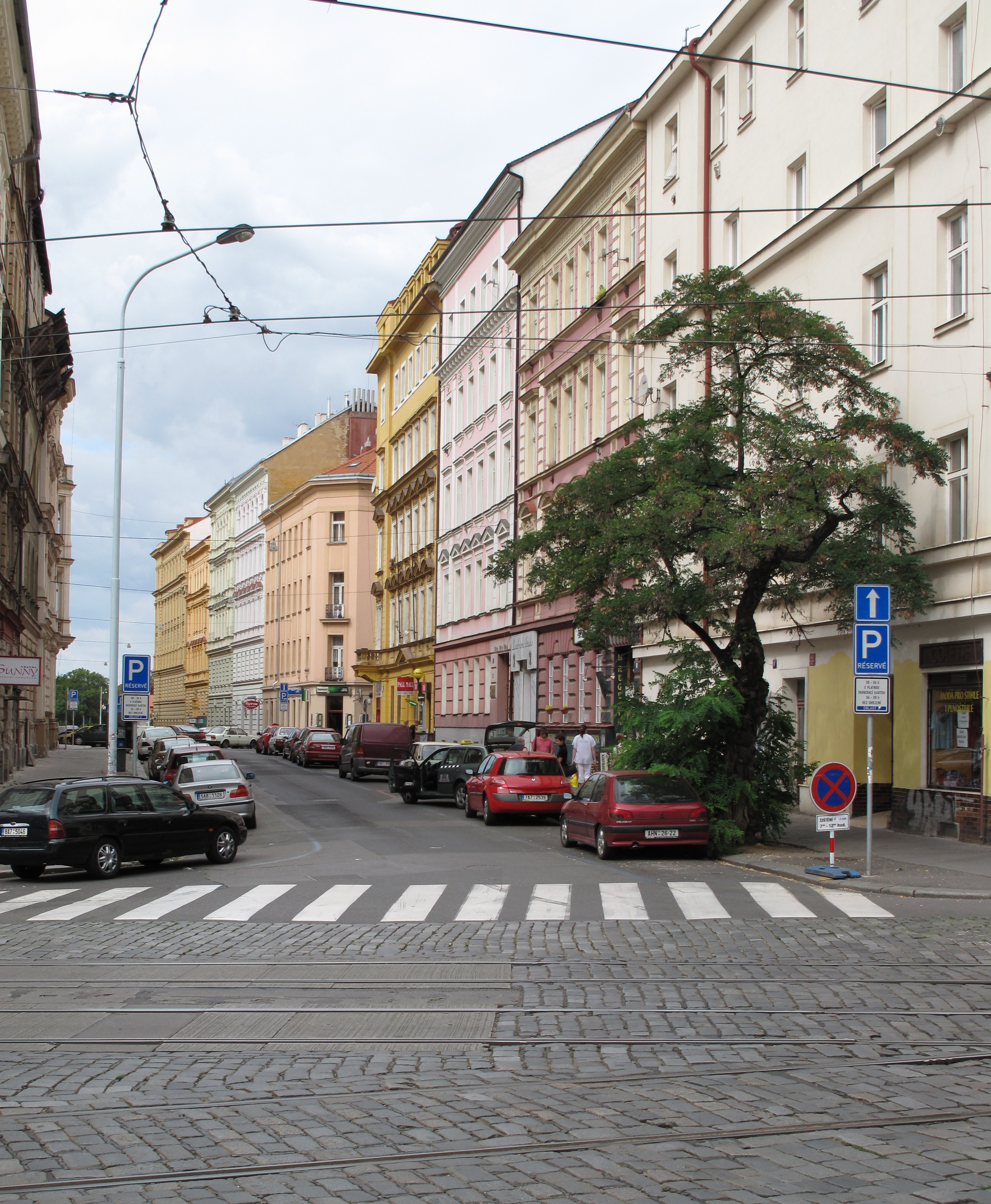
Historický pohled z Bělehradské (2009)
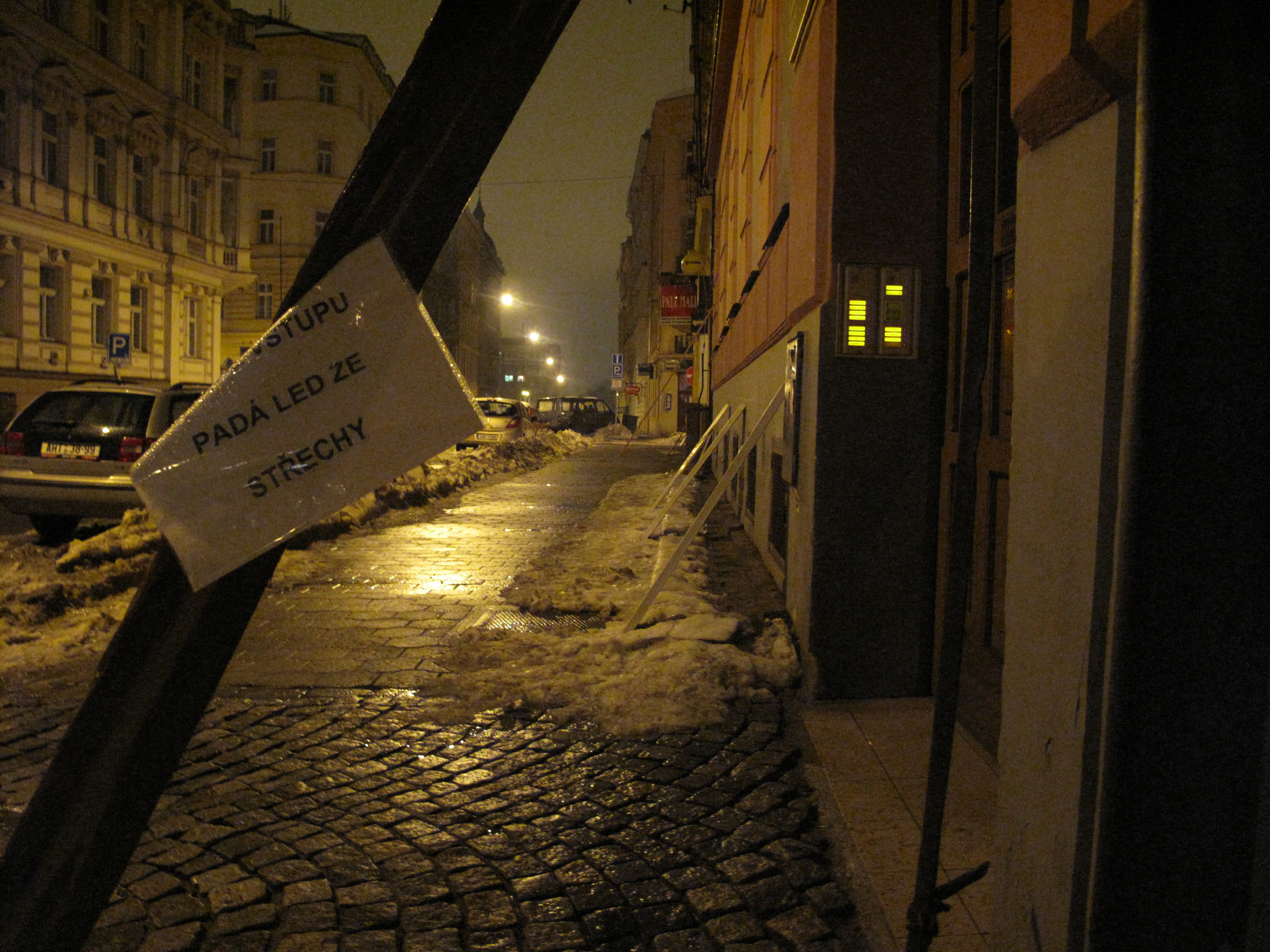
Zima 2010